# Ceraleptus gracilicornis
Ceraleptus gracilicornis är en insektsart som först beskrevs av Herrich-Schaeffer 1835.  Ceraleptus gracilicornis ingår i släktet Ceraleptus och familjen bredkantskinnbaggar. Inga underarter finns listade i Catalogue of Life.